# Tagomago
Tagomago este o arie protejată (arie specială de conservare — SAC, sit de importanță comunitară — SCI, arie de protecție specială avifaunistică — SPA) din Spania întinsă pe o suprafață de 554,23 ha, integral pe uscat.

## Localizare
Centrul sitului Tagomago este situat la coordonatele 39°02′19″N 1°38′37″E / 39.0385°N 1.6435°E.

## Înființare
Situl Tagomago a fost declarat sit de importanță comunitară în iulie 2000 pentru a proteja 2 specii de plante și 24 de specii de animale. Alte tipuri de protecție:
- arie de protecție specială avifaunistică (în martie 2006)[2]
- arie specială de conservare (în august 2022)[1][3][4]

## Biodiversitate
Situată în ecoregiunile marină mediteraneană și mediteraneană, aria protejată conține 3 habitate naturale: Tufărișuri halofile mediteraneene și termo-atlantice (Sarcocornetea fruticosi), Faleze cu vegetație de Limonium spp. endemic de pe coastele mediteraneene, Straturi cu Posidonia (Posidonion oceanicae).
La baza desemnării sitului se află mai multe specii protejate:
- plante (2): Allium grosii, Diplotaxis ibicensis
- păsări (21): Calonectris diomedea, Falco eleonorae, șoim călător (Falco peregrinus), vânturel roșu (Falco tinnunculus), Larus audouinii, Larus michahellis, pescăruș râzător (Larus ridibundus), pietrar mediteranean (Oenanthe hispanica), pietrar sur (Oenanthe oenanthe), ciuf-pitic (Otus scops), Phalacrocorax aristotelis desmarestii, codroș de munte (Phoenicurus ochruros), codroșul de pădure (Phoenicurus phoenicurus), Puffinus mauretanicus, turturică (Streptopelia turtur), silvie cu cap negru (Sylvia atricapilla), silvie roșcată (Sylvia cantillans), Sylvia conspicillata, silvie mediteraneană (Sylvia melanocephala), Sylvia sarda, chiră de mare (Thalasseus sandvicensis)
- mamifere (1): delfin mare (Tursiops truncatus)
- reptile (2): Caretta caretta, Podarcis pityusensis

Pe lângă speciile protejate, pe teritoriul sitului au mai fost identificate 10 specii de plante, 10 specii de păsări, 5 specii de nevertebrate, 1 specie de pești, 2 specii de reptile.